# Linearna pisava A
Linearna pisava A  je nerazvozlana pisava, ki se je uporabljala v antični Grčiji (tudi kretski hieroglifi so nerazvozlani). Linearna pisava A je bila glavna pisava, ki so jo uporabljali v palači in verskih spisih minojske civilizacije. Odkril jo je arheolog sir Arthur Evans. Iz nje se je razvila linearna pisava B, ki jo je pozneje uporabljala mikenska civilizacija.
Leta 1950 je bila linearna pisava B v glavnem razvozlana in je bilo ugotovljeno, da je zgodnja oblika grščine. Čeprav imata sistema veliko simbolov, to ne dešifrira linearne pisave A. Uporaba zlogov, povezanih z linearno pisavo B, v linearno A prinaša nerazumljive besede. Če se uporabljajo enaki ali podobni zlogi kot v linearni pisavi B, potem se osnovni jezik ne zdi povezan z nobenim znanim jezikom. Zato je bil imenovan minojski jezik.

## Pisava
Linearna pisava A ima sto znakov. Verjeli so, da so znaki za zloge, ideografe in pomenske vrednosti, podobno kot je v linearni pisavi B. Mnogi, ki so predpostavljali, da so znaki za zloge podobni tistim v linearni pisavi B, so ugotovili, da je približno 80 % logogramov linearne pisave A drugačnih.  Razlika v zvočnih vrednotah med linearno A in linearno pisavo B je med 9 in 13 %.  Zdi se, da so pisali v glavnem z leve proti desni, včasih pa se zdi, da z desne na levo, ali da je to zapis bustrofedon.
Zanimivo je, kako so zapisane številke. Najvišje število je 3000, vendar so še posebni simboli, ki označujejo ulomke in uteži.

## Korpus
Linearna pisava A je bila odkrita v glavnem na Kreti, a tudi v drugih mestih v Grčiji, pa tudi Turčiji in Izraelu. Korpus s 1427 primeri, skupaj 7362–7396 znakov, bi bil na enem listu papirja, če bi bili znaki standardni. 

### Kreta
Kot pravi Ilse Schoep, so bile glavne tablice z linearno pisavo A odkrite na treh krajih na Kreti: 
Agia Triada v Mesari, 147 tablic, Zakros, pristaniško mesto na skrajnem vzhodu otoka, 31 tablic, in Hania, pristaniško mesto na severozahodu otoka, 94 tablic.
Odkrili so jih na teh krajih na Kreti:
- Apodulu
- Arhanes
- Arhalohori
- Armeni
- Hanija
- Gurnija
- Agia Triada (največje nahajališče)
- Kardamuca
- Kato Simi (tudi Kato Syme)
- Knosos
- Kofinas
- Larani
- Malija
- Mohlos
- Juktas (gora)
- Mirtos Pirgos
- Nerokuru
- Palajkastro
- Petras
- Petsofas
- Fajstos
- Platanos
- Poros, Iraklion
- Prasa
- Pseira
- Psihro
- Pirgos Tilisos
- Sitia
- Shinias
- Jama Skotino
- Traostalos
- Trulos
- Vrisinas
- Zakros

### Zunaj Krete
Pred letom 1973 je bila znana le ena tablica z linearno pisavo A, najdena zunaj Krete –  na otoku Kea.  Od tedaj so našli še druga mesta.
Kot pravi Finkelberg, je bilo največ, a ne vsi, napisov, najdenih zunaj Krete, narejenih na lokalni ravni. To je bilo ugotovljeno po sestavi materiala, na katerem so bili napisi. Analiza napisov, najdenih zunaj Krete, kaže uporabo pisave, ki je nekje vmes med linearno A in linearno B ter združuje prvine obeh.

#### Drugi grški otoki
- otok Kea
- Kitera
- Milos
- Samotraka
- Tera

#### Grška celina
- Mikene
- Tirint
- Hagios Stefanos, Lakonija[9]

## Kronologija
Linearna pisava A je bila sodobnica in mogoče otrok kretskih hieroglifov ter prednica linearne pisave B. Zaporedje in geografsko razširjenost kretskih hieroglifov, linearne pisave A in B, tri prekrivajoče, vendar različne sisteme pisav v bronasti dobi na Kreti in grški celini je mogoče povzeti takole: 
| Sistem pisave      | Geografsko območje                                                  | Časovno obdobje (začetni datum se nanaša na prvo potrditev, prevzet izvor vseh pisav sega v preteklost) |
| ------------------ | ------------------------------------------------------------------- | --- |
| kretski hieroglifi | Kreta                                                               | okrog 2100–1700 pr. n. št.                                                                              |
| linearna pisava A  | Egejski otoki (Kea, Kitera, Milos, Tera) in grška celina (Lakonija) | okrog 2500–1450 pr. n. št.                                                                              |
| linearna pisava B  | Kreta (Knosos) in celina (Pilos, Mikene, Tebe, Tirint)              | okrog 1450–1200 pr. n. št.                                                                              |

## Odkritje
Arheolog Arthur Evans je imenoval pisavo "linearna", ker so njeni znaki sestavljeni le iz črt, vpisanih v glini, v nasprotju z bolj piktografskimi znaki kretskih hieroglifov, ki so bili uporabljeni v istem obdobju.
Več tablic z vpisanimi znaki, ki so podobni linearni pisavi A, so našli v Troadi. Njihovo stanje je sporno, lahko so uvožene, saj ni nobenih dokazov, da so bili Minojci v Troadi. Trditev, da so ti znaki trojanska pisava (kot predlaga sodobni ruski jezikoslovec Nikolai Kazansky), med drugimi jezikoslovci ni sprejeta.

## Teorije dešifriranja
Težko je oceniti analizo linearne pisave A, saj je malo sklicnih točk za branje njenih napisov. Najenostavnejši način za dešifriranje je lahko domneva, da so vrednosti linearne pisave A bolj ali manj podobne razrešeni linearni pisavi B, ki se uporablja za mikensko grščino. 

### Grščina
Leta 1957 je bolgarski učenjak Vladimir I. Georgiev objavil delo Le déchiffrement des inscriptions crétoises en linéaire A (Dešifriranje kretskih napisov v linearni pisavi A) in navajal, da ima linearna pisava A grške jezikovne prvine.  Georgiev je nato leta 1963 objavil drugo delo z naslovom Les deux langues des inscriptions crétoises en linéaire A (Dva jezika kretskih napisov v linearni pisavi A), kar kaže, da je bil jezik tablice iz Agie Triade grščina, preostali korpus linearne pisave A pa v hetitsko-luvijskem jeziku. Decembra 1963 je Gregory Nagy na Harvardski univerzi razvil seznam izrazov linearne pisave A in B, ki temelji na domnevi, "da bodo znaki enake ali podobne oblike v obeh pisavah podobni ali enake glasovni vrednosti"; Nagy je sklenil, da je jezik linearne pisave A "podoben grščini" in indoevropskim jezikom. 

### Ločena indoevropska veja
Kot pravi Gareth Alun Owens, je linearna pisava A minojski jezik, ki ga ima Owens za posebno vejo indoevropskega, lahko v povezavi z grščino, sanskrtom, hetitščino, latinščino itd.  V The Cretan Literature Centre Owens navaja: 
"Začetek naše raziskave z napisi v linearni pisavi A, vklesani na najdenih tablicah številnih svetišč v gorah Krete, potrjuje, da se zavedamo jasnega razmerja med linearno pisavo A in sanskrtom, starodavnim jezikom Indije. Povezana je tudi s Hetiti in Armenci. Ta povezava nam omogoča, da se minojski jezik uvršča med tako imenovane indoevropske jezike, veliko družino, ki vključuje sodobno grščino in latinščino Starega Rima. Minojski in grški jeziki so različne veje indoevropskih jezikov. Minojci so verjetno v obdobju preseljevanja prebivalstva v Grčiji prišli na Kreto iz Anatolije pred približno 10.000 leti. Sorazmerna osamitev na Kreti je pripomogla k razvoju lastnega jezika, minojščine, ki je drugačna od mikenščine. V minojskem jeziku (linearna pisava A) niso le grške besede, kot je to v mikenski linearni pisavi B, vsebuje tudi besede, ki jih najdemo v grščini, sanskrtu in latinščini, zato ima isti indoevropski izvor."

### Luvijščina
Iz 1950-ih je teorija, ki temelji na fonetičnih vrednostih linearne pisave B. Po njej je jezik linearne pisave A anatolski jezik, blizu luvijščini. A ta teorija ni dobila splošne podpore, ker:
- ni presenetljive podobnosti med minojsko in hetitsko-luvijsko morfologijo;
- se nobena teorija o izvoru hetitsko-luvijskih narodov in njihove selitve v Anatoliji (z Balkana ali Kavkaza) ne nanaša na Kreto;
- ni bilo neposrednega stika med Hetiti, Luvijci in Minojci s Krete; slednji niso bili nikoli omenjeni v hetitsko-luvijskih napisih. Majhne države ob zahodni obali starodavne Male Azije so bile naravne pregrade med njimi;
- so očitne antropološke razlike med Hetiti, Luvijci in Minojci.

Nekatera novejša dela so osredotočena na povezave z Luvijci, vendar ne v smislu, da je minojski jezik anatolski, temveč zaradi morebitnih izposojenk iz luvijščine, pa tudi izvora pisanja. 

### Likijščina
V članku iz leta 2001 profesor klasike (častno upokojen) na univerzi v Tel Avivu Margalit Finkelberg prikazuje "visoko stopnjo ujemanja med minojskim in likijskim fonološkim in morfološkim sistemom" in meni, da "je jezik linearne pisave A neposreden prednik likijščine ali tesno povezan z njim". 

### Feničanski jezik
Leta 2001 je revija Ugarit-Forschungen objavila članek Prvi napis v punščini – razlike v samoglasnikih v linearni pisavi A in B Jana Besta, ki trdi, da je dokazal, kako in zakaj je linearna pisava A arhaična oblika feničanščine.  To je bilo nadaljevanje poskusov Cyrusa Gordona pri iskanju povezave med minojščino in zahodnosemitskimi jeziki.

### Indoiranski jeziki
Druga nedavna razlaga, ki temelji na pogostosti zlogovnih znakov, in palaeografske primerjalne študije kažejo, da je minojska linearna pisava A jezikovno pripadala indoiranski družini indoevropskih jezikov.  Študije Huberta La Marleja vsebujejo predstavitev morfologije jezika, a se izogibajo popolni enakosti fonetične vrednosti med linearno pisavo A in B, pa tudi pri primerjanju linearne pisave A s kretsko hieroglifno pisavo. La Marle uporablja pogostost podatkov za ugotovitev vrste zlogov, napisanih v linearni pisavi A, in upošteva problem prevzetih besed v besednjaku. Njegovo razlago je zavrnil John Younger z univerze v Kansasu, ki pravi, da je La Marle izumil napačne in samovoljne nove transkripcije, ki temeljijo na podobnosti s številnimi različnimi sistemi pisav (feničanska, egipčanski hieroglifi, hetitska, etiopska, ciprsko-minojska itd.), prezrli pa uveljavljene evidence in notranjo analizo, medtem ko z nekaj besedami predlaga verski pomen izumljanja imena bogov in obredov.  La Marle je to leta 2010 zavrnil v Odgovoru na opombe Johna G. Youngerja, povezane z linearno pisavo A (An answer to John G. Younger's remarks on Linear A). 

### Tirenski jeziki
Italijanski znanstvenik Giulio M. Facchetti je poskušal povezati linearno pisavo A s tirensko jezikovno skupino, ki obsega etruščansko, retijsko in lemnijansko. Ta družina je utemeljena kot predindoevropska sredozemska podlaga 2. tisočletja pred našim štetjem, včasih imenovana predgrščina. Facchetti je odkril nekaj podobnosti med etruščanskim jezikom in starodavno lemnijanščino in drugimi egejskimi jeziki, kot je minojski.  Michael Ventris, ki je skupaj z Johnom Chadwickom uspešno razrešil linearno pisavo B, verjame tudi v povezavo med minojščino in etruščino. Podobno meni S. Yatsemirsky v Rusiji. 

### Enotni poskusi dešifriranja besed
Nekateri raziskovalci menijo, da se nekaj besed ali besednih prvin lahko razume, a to še ne omogoča nobenih sklepnih ugotovitev o odnosu z drugimi jeziki. John Younger še zlasti misli na krajevna imena, ki se običajno pojavijo v posameznih besedilih, in ugotavlja, da predlagane fonetične vrednosti pogosto ustrezajo znanim krajevnim imenom, kot je navedeno v besedilih linearne pisave B (in včasih za sodobna grška imena). Morda bi lahko bili trije zlogi, ki se razlagajo kot KE-NI-SO, avtohtona oblika za Knosos.  Podobno za  MA+RU v linearni pisavi A meni, da pomeni volna, in to ustreza piktogramu linearne pisave B s tem pomenom ter klasični grški besedi μαλλός z istim pomenom (v tem primeru je izposojena beseda iz minojščine).

## Druga literatura
- Best, Jan G. P. (1972). Some Preliminary Remarks on the Decipherment of Linear A. Amsterdam: Hakkert.
- Marangozis, John (2006). An introduction to Minoan Linear A. LINCOM Europa.
- Montecchi, Barbara (Januar 2010). »A Classification Proposal of Linear A Tablets from Haghia Triada in Classes and Series«. Kadmos. 49 (1): 11–38. doi:10.1515/KADMOS.2010.002.
- Nagy, Gregory (Oktober 1965). »Observations on the Sign-Grouping and Vocabulary of Linear A«. American Journal of Archaeology. 69 (4): 295–330. doi:10.2307/502181.
- Palmer, Ruth (1995). »Linear A Commodities: A Comparison of Resources« (PDF). Aegeum. 12. Arhivirano iz prvotnega spletišča (PDF) dne 2. aprila 2015. Pridobljeno 27. novembra 2016.
- Thomas, Helena. Understanding the transition from Linear A to Linear B script. Unpublished PhD dissertation. Supervisor: Professor John Bennet. Thesis (D. Phil.). University of Oxford, 2003. Includes bibliographical references (leaves 311-338).
- Woodard, Roger D. (1997). Greek Writing from Knossos to Homer. New York: Oxford University Press. ISBN 0-19-510520-6. (Review Arhivirano 2006-02-19 na Wayback Machine.)